# Oxira provincialis
Oxira provincialis là một loài bướm đêm trong họ Noctuidae.